# Зелений (острів, Ростов-на-Дону)
Зелений острів (рос. Зелёный остров) — річковий острів, раозташований у нижній течії річки Дон, в Ростовській області. Довжина 4 км (з заходу на схід), максимальна ширина — 1,5 км. Адміністративно належить до міського округу Ростова-на-Дону, до Пролетарського району міста. З півдня омивається основним руслом Дону, з півночі — Нахічеванською протокою, на північ від якої розташована міська забудова. По сусідству із Зеленим островом в основному річищі Дону розташований ще один острів — Бистрий, що набагато менший за розмірами.
Зелений острів покритий деревною та луговою рослинністю. Представлені тополя і ясен, на полянах зустрічається ожина. Береги переважно піщані, що поросли осокою, є громадський пляж з елементами благоустрою, бази відпочинку, дитячі табори, до яких підведені дороги з твердим покриттям.
Острів з півночі на південь перетинається одноколійною електрифікованою залізничною лінією Розвилка — Батайськ. Лінія перетинає Нахічеванську протоку та Дон по двох залізничних мостах.
Через Нахічеванську протоку в отворі 29-й лінії перекинутий понтонний міст, через який здійснюється доступ на острів. За в'їзд на Зелений острів береться оплата. При в'їзді на міст встановлено шлагбаум, але для пішоходів і велосипедистів доступ безперешкодний.

## Фотогалерея

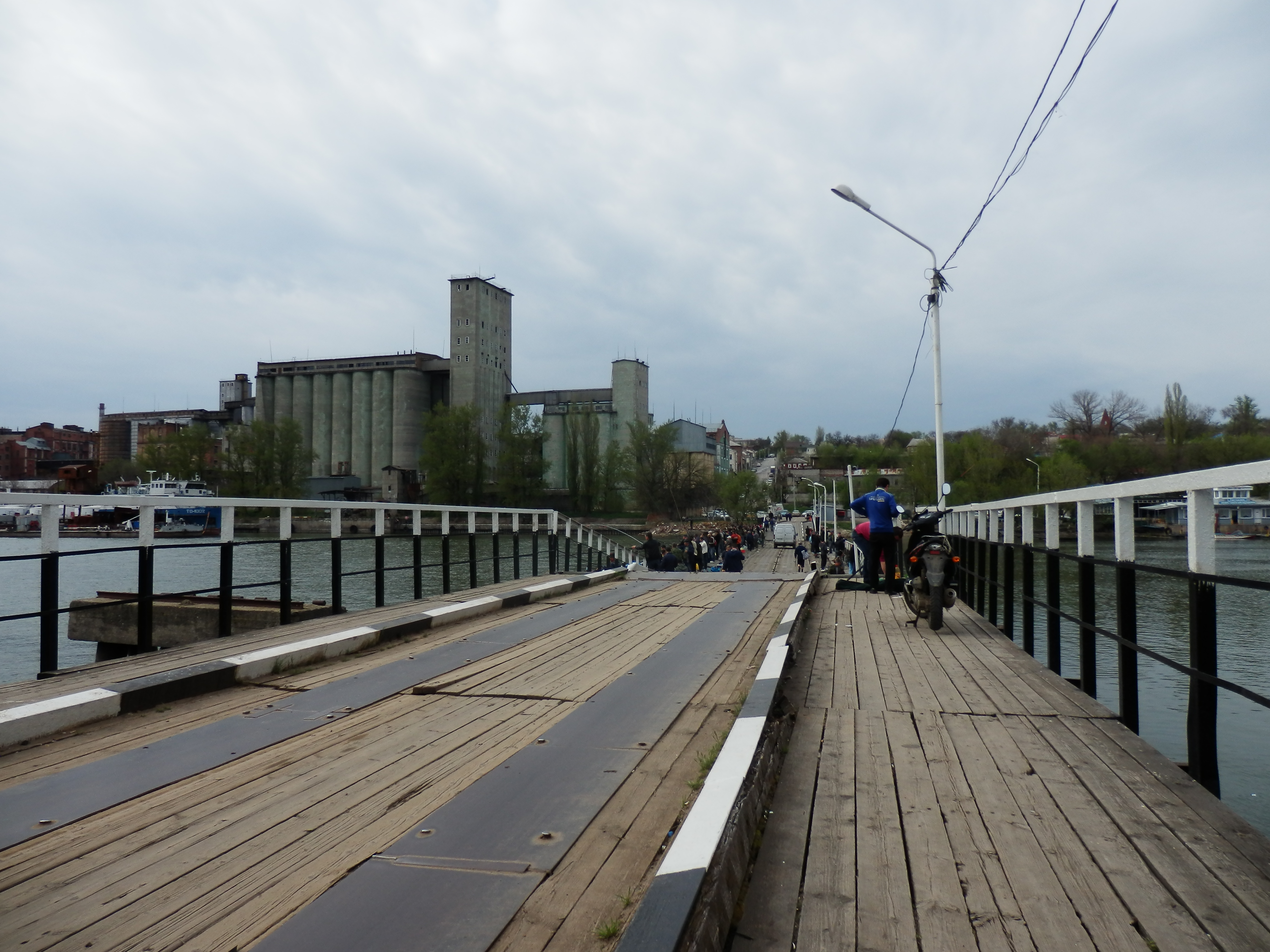
Понтонний міст на острів, вид в сторону міста
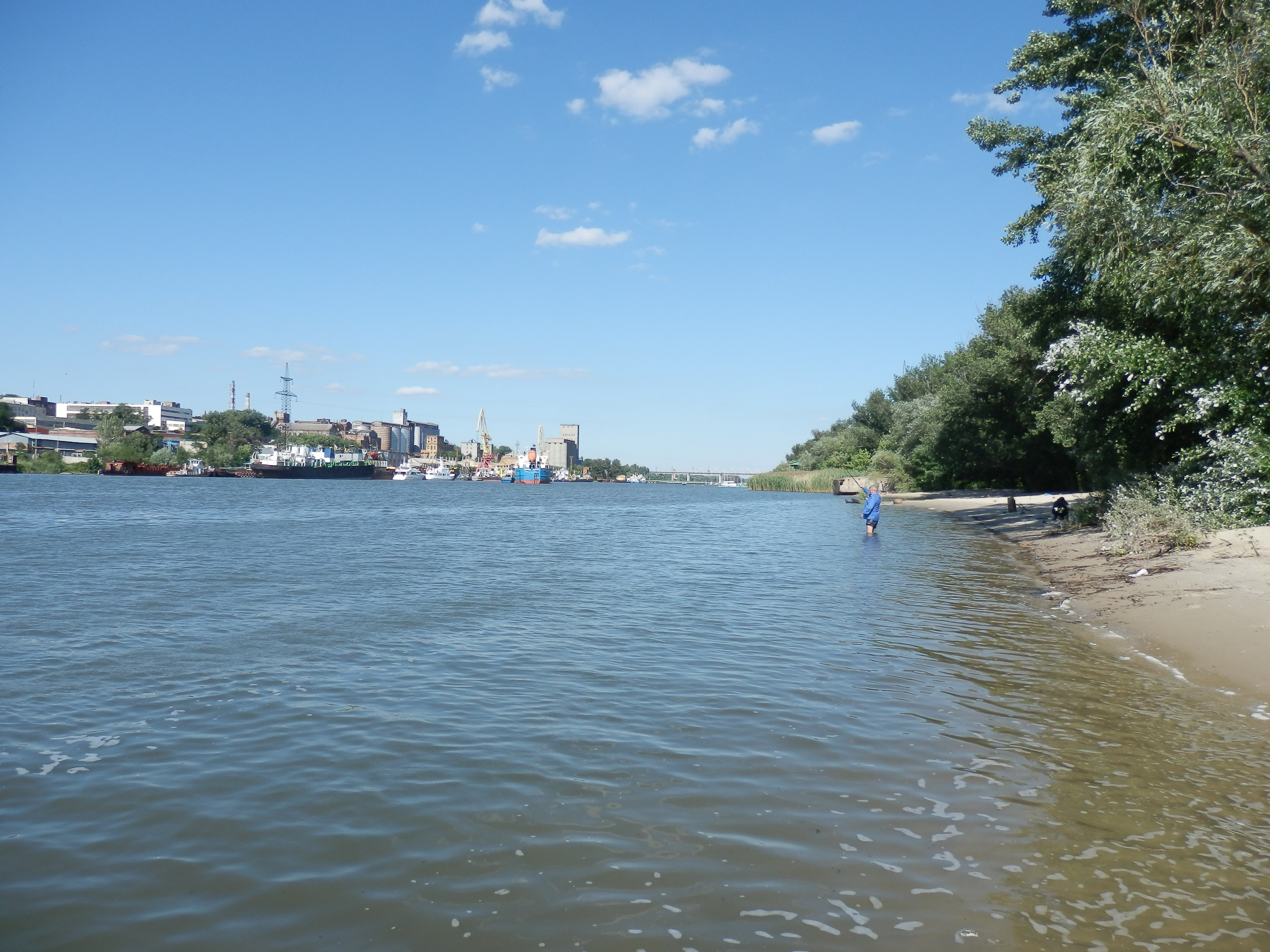
Дикий пляж в західній частині
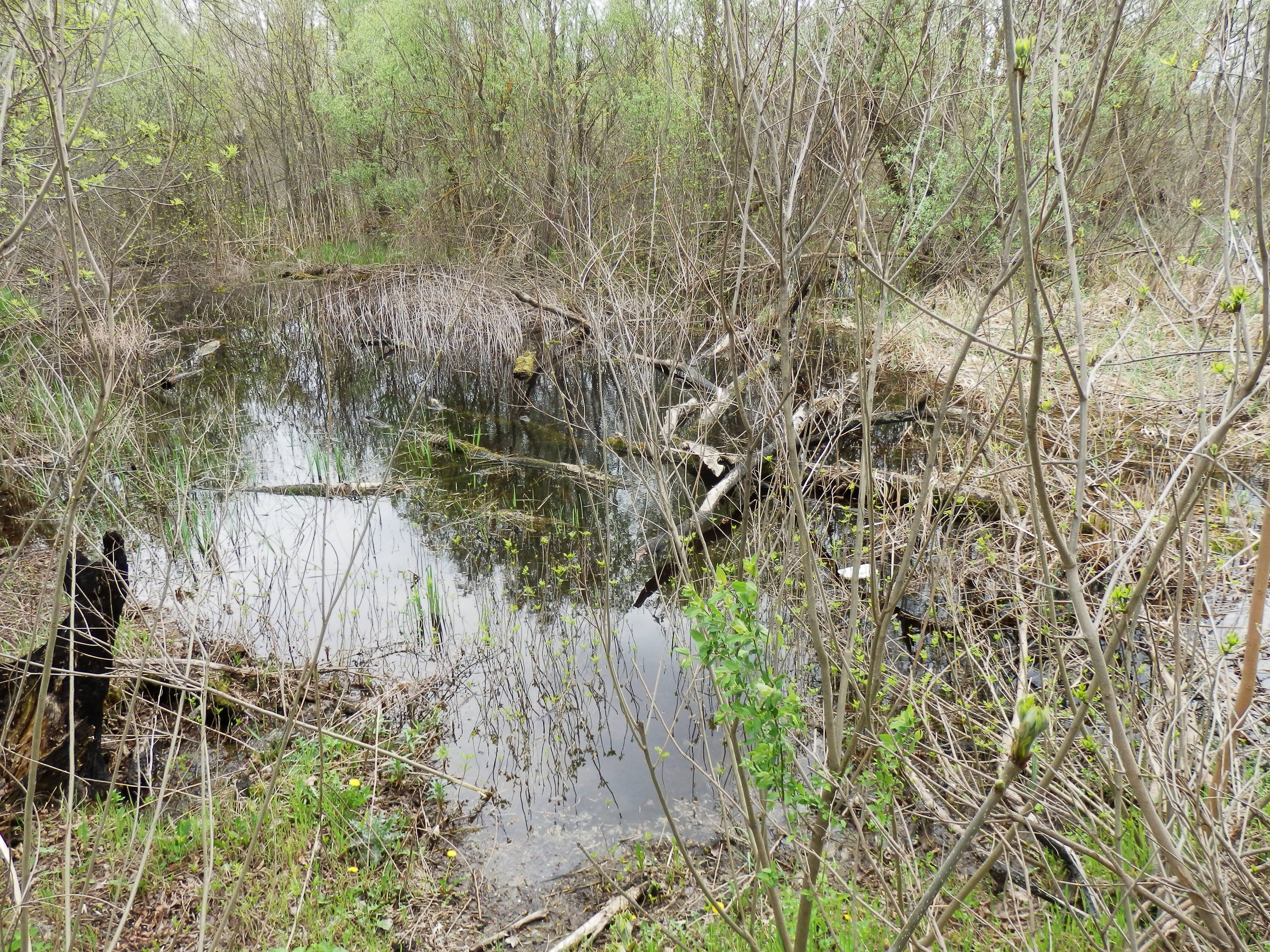
Типова місцевість в центрі
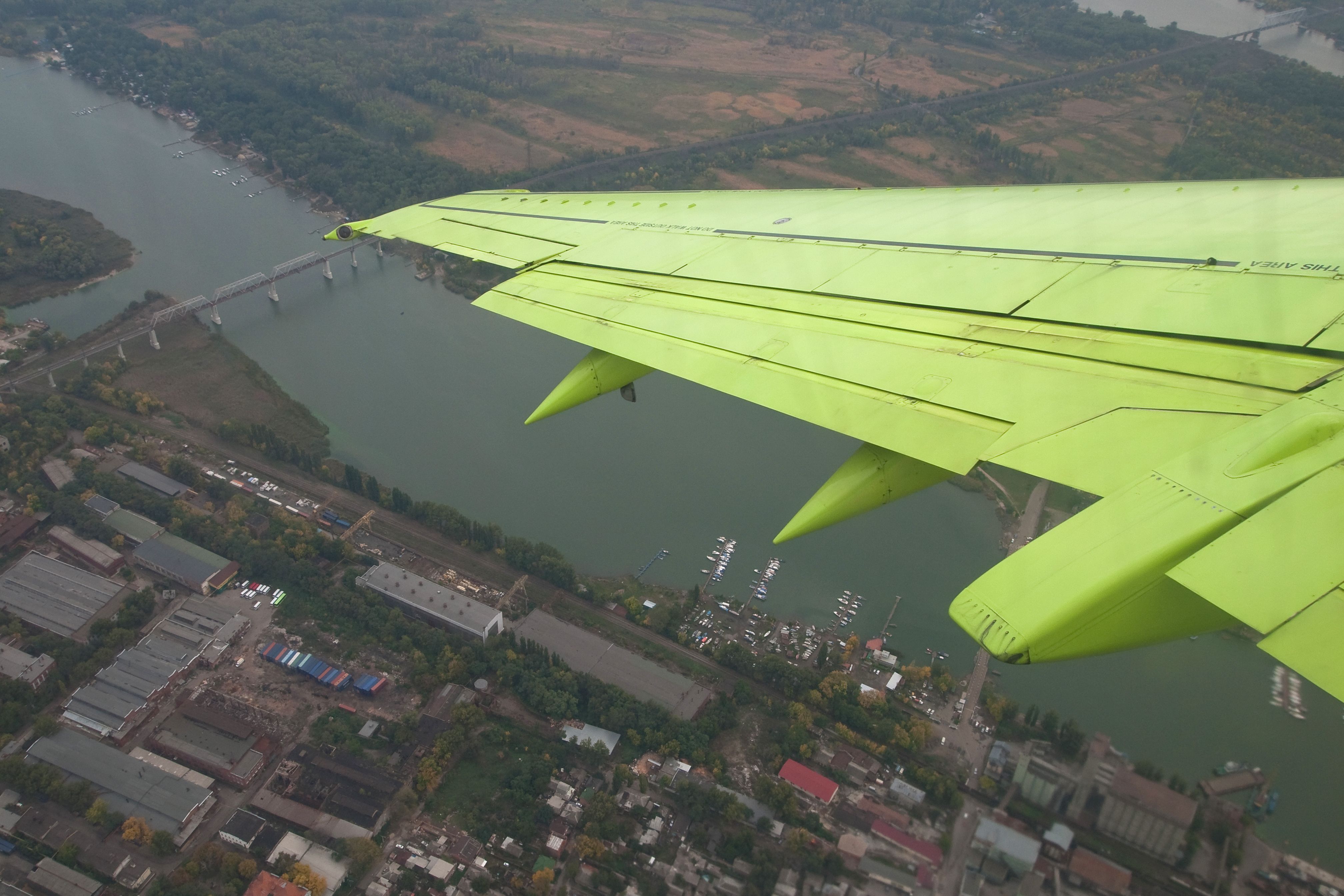
Вид зверху